# 옛사랑 (2004년 드라마)
《옛사랑》은 MBC에서 2004년 3월 19일에 방영된 베스트극장이다.

## 줄거리
꿈도 없고 살아가는 재미도 없으며, 지금까지 살아오면서 만족할 만한 업적도 없는 40대 중반의 회사원 허민수는 급기야 우울증으로 병원에 다니며 치료를 받기 시작한다. 어느 날 민수는 거짓말 같은 우연으로 25년 전 첫사랑 연진과 마주친다. 하지만 그 소녀는 연진과 너무도 닮은 19살 소녀 은영이었다. 민수는 은영을 통해 잊고 지냈던 자신의 첫사랑과 그에 얽힌 추억들을 하나하나 떠올린다.

## 등장 인물
- 이영하 : 허민수 역
- 한민 : 은영 / 연진 역 - 현재 인물 / 민수의 25년 전 첫사랑
- 허정민 : 어린 민수 / 민호 역 - 쌍둥이 형제
- 권민
- 김진서
- 김건호
- 이필모
- 박태진
- 백주환
- 정준익
- 이지훈
- 최홍조
- 김시현
- 정채빈
- 전지애
- 장리라